# 門田元経
門田 元経（もんでん もとつね）は、安土桃山時代から江戸時代初期にかけての武将。毛利氏の家臣で長州藩士。家格は大組。父は毛利輝元の側近を務めた二宮就辰。

## 生涯
天正12年（1584年）、毛利氏家臣で毛利輝元の側近を務めた二宮就辰の嫡男として生まれる。
文禄4年（1595年）6月15日、輝元の加冠状を受けて元服し、「元」の偏諱を与えられて「元経」と名乗った。なお、加冠状の宛名に「門田小伝次」と書かれているように、元服の時点で既に母方の「門田」の苗字を名乗っていることが分かる。慶長8年（1603年）12月26日には、父・就辰と同様に「太郎右衛門尉」の官途名を輝元から与えられた。
慶長10年（1605年）12月14日、同年の五郎太石事件の後に毛利氏家臣団や有力寺社の総勢820名が連署して毛利氏への忠誠や様々な取り決めを記した連署起請文において、28番目に「門田太郎右衛門尉」と署名している。
慶長12年（1607年）5月3日に父・就辰が死去し、その後を継いだ。元経は長州藩において大組の組頭を務め、元和6年（1620年）10月16日には毛利秀就から、大組配下の者の生活における禁止事項等を定めた17条の掟書を与えられる。
元和10年（1624年）から始まる大坂城の第二期普請に大組を率いて加わった。普請参加の準備として、前年の元和9年（1623年）3月28日や12月16日に、大組配下の者の俸禄や借銀に関する指示を秀就から受けている。
寛永2年（1625年）8月13日付で益田元祥、清水景治、宍道元兼の連名で出された御配所付立によれば、元経の知行は長門国美祢郡嘉万村1000石と、周防国吉敷郡白松庄の内に500石の合計1500石とされ、翌寛永3年（1626年）12月13日には毛利秀就から「隠岐守」の受領名を与えられた。
慶安3年（1650年）12月30日に死去。享年67。嫡男の元弥が後を継いだ。
なお、萩城下の市街地には子孫の屋敷跡の長屋門が現存している。